# Liste der Baudenkmale in Grasleben
In der Liste der Baudenkmale in Grasleben sind die Baudenkmale der niedersächsischen Gemeinde Grasleben aufgelistet. Der Stand der Liste ist der 23. Januar 2021. Die Quelle der Baudenkmale ist der Denkmalatlas Niedersachsen.

## Allgemein
In den Spalten befinden sich folgende Informationen:
- Lage: die Adresse des Baudenkmales und die geographischen Koordinaten. Kartenansicht, um Koordinaten zu setzen. In der Kartenansicht sind Baudenkmale ohne Koordinaten mit einem roten Marker dargestellt und können in der Karte gesetzt werden. Baudenkmale ohne Bild sind mit einem blauen Marker gekennzeichnet, Baudenkmale mit Bild mit einem grünen Marker.
- Bezeichnung: Bezeichnung des Baudenkmales
- Beschreibung: die Beschreibung des Baudenkmales. Unter § 3 Abs. 2 NDSchG werden Einzeldenkmale und unter § 3 Abs. 3 NDSchG Gruppen baulicher Anlagen und deren Bestandteile ausgewiesen.
- ID: die Objekt-ID des Baudenkmales
- Bild: ein Bild des Baudenkmales, ggf. zusätzlich mit einem Link zu weiteren Fotos des Baudenkmals im Medienarchiv Wikimedia Commons. Wenn man auf das Kamerasymbol klickt, können Fotos zu Baudenkmalen aus dieser Liste hochgeladen werden:

## Grasleben

### Gruppe: Kirchhof Grasleben
Die Gruppe hat die ID 32628172. Ortsbildprägender historischer Ortskern mit Pfarrkirche und dem Gelände des Kirchhofs mit Einfriedung.

| Lage                                   | Bezeichnung | Beschreibung | ID       | Bild           |
| -------------------------------------- | ----------- | --- | -------- | -------------- |
| Kirchstraße 52° 18′ 27″ N, 11° 1′ 1″ O | Kirche      | Historistische Hallenkirche als verputzter Massivbau mit Westturm nördlich des Haufendorfes. Langschiff mit geradem Chorschluss und Satteldach mit Ziegelpfannendeckung, Gebäudeecken durch Quaderungen hervorgehoben. Westturm mit Westportal in einer Sandsteineinfassung, darüber gekuppelte Rundfenster sowie ein Lichtfenster. Turmobergeschoss mit Schallarkaden, bekrönt von einem quergestellten schiefergedeckten Satteldach, in den Giebelfeldern eingelassene Turmuhren. Oberer Abschluss vom schiefergedeckten Dachreiter mit Pyramidendach. | 32643266 | Weitere Bilder |
| 52° 18′ 28″ N, 11° 1′ 1″ O             | Einfriedung | | 32692670 | BW             |

### Gruppe: Rottorfer Straße 6
Die Gruppe hat die ID 32628196. Kleine und für die Region typische Hofanlage mit teils in Fachwerk, teils in Bruchstein errichteten Wohn- und Wirtschaftsgebäuden der ersten Hälfte des 19. Jh.

| Lage                                           | Bezeichnung          | Beschreibung | ID       | Bild |
| ---------------------------------------------- | -------------------- | --- | -------- | ---- |
| Rottorfer Straße 6 52° 18′ 23″ N, 11° 0′ 45″ O | Wohnhaus             | Zweigeschossiger Fachwerkbau auf Bruchsteinsockel unter Satteldach in Krempziegeldeckung. Erdgeschoss im Süden und die Giebelwände in Bruchsteinquadermauerwerk, Traufseite zum Hof im EG teils in Ziegelmauerwerk ersetzt, ansonsten symmetrisches Fachwerkgefüge mit Ziegelsichtausfachung. Hofseitig mittiger Zugang hinter vorgelegter Blockstufe. | 32643456 | BW   |
| Rottorfer Straße 6 52° 18′ 23″ N, 11° 0′ 45″ O | Landarbeiterwohnhaus | Eingeschossiger langgestreckter Massivbau in verputztem Bruchsteinmauerwerk unter Satteldach in Ziegelpfannendeckung. Giebeldreieck in Fachwerk mit verputzten Gefachen. Tür- und Fensterlaibungen aus Hartsandstein. Westteil als Stall mit hofseitigen Schleppgauben, Ostteil als Wohnhaus.                                                          | 32643196 | BW   |
| Rottorfer Straße 6 52° 18′ 23″ N, 11° 0′ 45″ O | Wirtschaftsgebäude   | | 32643179 | BW   |
| Rottorfer Straße 6 52° 18′ 24″ N, 11° 0′ 45″ O | Bienenzaun           | Bienenzaun in Holzbauweise im Norden des Grundstückes. | 32643213 | BW   |

### Einzelbaudenkmale
| Lage                                             | Bezeichnung | Beschreibung | ID       | Bild |
| ------------------------------------------------ | ----------- | --- | -------- | ---- |
| Vorsfelder Straße 15 52° 18′ 32″ N, 11° 0′ 53″ O | Wohnhaus    | | 32643384 | BW   |
| Gutsstraße 4 52° 18′ 21″ N, 11° 1′ 0″ O          | Wohnhaus    | Eineinhalbgeschossiges, traufständiges Wohnhaus auf Souterrainsockel unter flachem Satteldach in Ziegelpfannendeckung. Hoher Sockel mit Fugenschnitt und Gesims, achsenmittiger Hauptzugang hinter geschwungener Freitreppe. Südliche Frontfassade mit siebenachsiger Fensteraufteilung mit Stuckeinfassung der Neorenaissance sowie Pilastervorlagen, darüber ein architravähnliches Gesims. Drempel mit kleinen Fenstern, Putzgliederung mit Bordüren. | 32643230 | BW   |